# Campeonato Europeo de Bádminton de 1992
El XIII Campeonato Europeo de Bádminton se celebró en Glasgow (Reino Unido) del 12 al 18 de abril de 1992 bajo la organización de la Unión Europea de Bádminton (EBU) y la Organización Bádminton de Escocia.
Las competiciones se realizaron en la Arena Deportiva internacional Kelvin Hall de la ciudad escocesa.

## Medallistas
| Evento               | Oro                                         | Plata                                            | Bronce                                                                                   |
| -------------------- | ------------------------------------------- | ------------------------------------------------ | ---------------------------------------------------------------------------------------- |
| Individual masculino | Poul-Erik Høyer Larsen Dinamarca            | Thomas Stuer-Lauridsen Dinamarca                 | Peter Espersen Dinamarca Anders Nielsen Inglaterra                                       |
| Dobles masculino     | Jon Holst-Christensen Thomas Lund Dinamarca | Jan Paulsen Henrik Svarrer Dinamarca             | Pär-Gunnar Jönsson · Peter Axelsson · Suecia Stephan Kuhl · Stefan Frey · Alemania       |
| Individual femenino  | Pernille Nedergaard Dinamarca               | Camilla Martin Dinamarca                         | Lim Xiaoqing · Suecia Yelena Rybkina · CEI                                               |
| Dobles femenino      | Lim Xiaoqing · Christine Magnusson · Suecia | Marlene Thomsen Lisbet Stuer-Lauridsen Dinamarca | Sara Sankey · Gillian Gowers · Inglaterra Maria Bengtsson · Catrine Bengtsson · Suecia   |
| Dobles mixto         | Thomas Lund Pernille Dupont Dinamarca       | Jon Holst-Christensen Grete Mogensen Dinamarca   | Ron Michels · Sonja Mellink · Países Bajos Pär-Gunnar Jönsson · Maria Bengtsson · Suecia |

## Medallero
| Núm. | País         | Oro | Plata | Bronce | Total |
| ---- | ------------ | --- | ----- | ------ | ----- |
| 1    | Dinamarca    | 4   | 5     | 1      | 10    |
| 2    | Suecia       | 1   | 0     | 4      | 5     |
| 3    | Inglaterra   | 0   | 0     | 2      | 2     |
| 4    | Alemania     | 0   | 0     | 1      | 1     |
| 4    | CEI          | 0   | 0     | 1      | 1     |
| 4    | Países Bajos | 0   | 0     | 1      | 1     |
|      | TOTAL        | 5   | 5     | 10     | 20    |